# Zgorzelec (comune rurale)
Zgorzelec (in tedesco Görlitz) è un comune rurale polacco del distretto di Zgorzelec, nel voivodato della Bassa Slesia.
Ricopre una superficie di 136,02 km² e nel 2004 contava 7 867 abitanti.
Il capoluogo è Zgorzelec, che non fa parte del territorio ma costituisce un comune a sé.